# 19029 Бріде
19029 Бріде (19029 Briede) — астероїд головного поясу, відкритий 24 вересня 2000 року.
Тіссеранів параметр щодо Юпітера — 3,510.